# Czesław Mączyński
Czesław Mączyński, né en 1881 à Kaszyce et mort en 1935 à Lviv était un homme politique et militaire polonais.
Il fut commandant en chef des forces polonaise lors de la bataille de Lemberg (1918) et du Pogrom de Lwów de 1918.

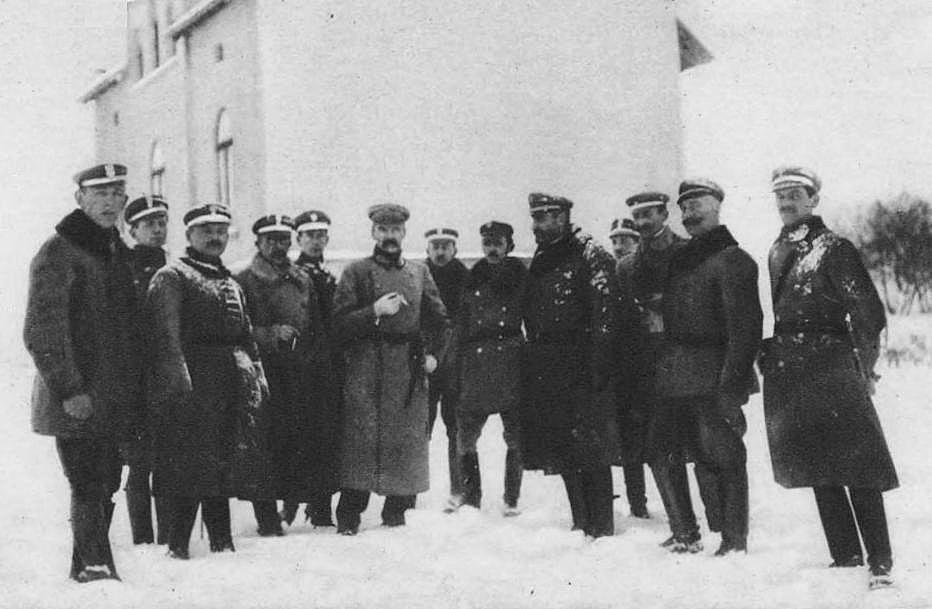
EN 1918 le deuxième à droite avec Józef Piłsudski et Tadeusz Rozwadowski.

Il fut élu à la Diète de Pologne en 1922.